# Monocentrus dilatatus
Monocentrus dilatatus är en insektsart som beskrevs av Boulard 1971. Monocentrus dilatatus ingår i släktet Monocentrus och familjen hornstritar. Inga underarter finns listade i Catalogue of Life.